# Museo de la Policía Civil de Río de Janeiro
El Museo de la Policía Civil de Río de Janeiro (en portugués: Museu da Polícia Civil) es un museo histórico ubicado en Río de Janeiro, Brasil. Organiza y promueve exposiciones permanentes y temporales de documentos y elementos que retratan las actividades de la Policía Civil en la historia de Río de Janeiro desde la época colonial. Fue fundado en 1912 e inicialmente se usó solo para la instrucción de los estudiantes de la academia de policía, pero se abrió al público en la década de 1930. El museo tiene su sede en un edificio de estilo ecléctico francés construido en 1910 por el arquitecto Heitor de Mello. Está registrado en el Consejo Internacional de Museos como museo científico.

## Colecciones
El museo se divide en colecciones relacionadas con:
- el establecimiento de la fuerza policial y su historia
- policías uniformados en la ex capital federal
- policía técnica
- la ex policía política
- comunicaciones iniciales
- "juegos prohibidos"
- armas de fuego y armamento

También contiene materiales confiscados al movimiento fascista del Integralismo Brasileño; artículos relacionados con el movimiento nazi en Brasil, específicamente banderas, banderines y "zapatos para niños con diseño de cruz esvástica"; y materiales impresos confiscados al Partido Comunista Brasileño.

## Colección del Museo de Magia Negra
La colección del Museo de Magia Negra ( en portugués: Coleção Museu de Magia Negra   ) se formó en el Museo de la Policía Civil en la década de 1920 para albergar objetos relacionados con las religiones afrobrasileñas, específicamente las de las tradiciones Candomblé y Umbanda. La policía fue acusada de la supresión del baixo espiritismo o bajo espiritismo según el código penal revisado de la Primera República ; Los estatutos contra la hechicería y la brujería se promulgaron el 11 de octubre de 1890. Se confiscaron artículos de Candomblé terreiros, vistos de diversas maneras como disruptivos, siniestros o grotescos. Los terreiros también fueron vistos como simpatizantes del comunismo.
Mário de Andrade, creador de SPHAN, actual Instituto Nacional de Patrimonio Histórico y Artístico, agregó la colección a la lista inicial de monumentos del patrimonio nacional en 1938. Como resultado, la Colección del Museo de Magia Negra fue la primera colección etnográfica protegida en Brasil.
La Colección del Museo de Magia Negra no se ha exhibido al público desde 1999.